# بين وونغ

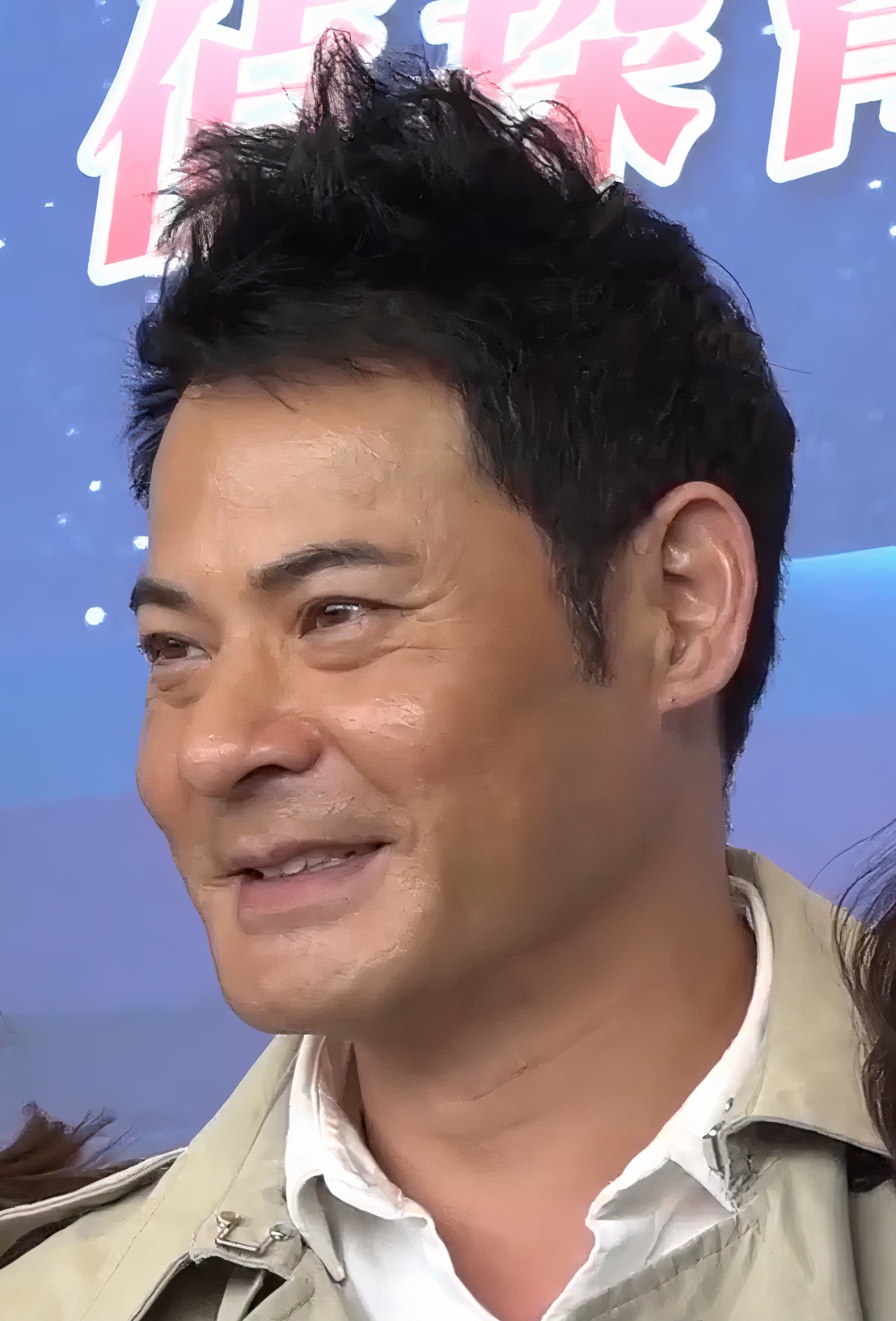

بين وونغ (بالصينية: 黃智賢) هو ممثل صيني (وحمل سابقاً جنسية هونغ كونغ البريطانية)، ولد في 20 أكتوبر 1967 في هونغ كونغ البريطانية في المملكة المتحدة.

## وصلات خارجية
- بين وونغ على موقع IMDb (الإنجليزية)
- بين وونغ على موقع ميوزك برينز (الإنجليزية)
- بين وونغ على موقع قاعدة بيانات الفيلم (الإنجليزية)